# Vincenzo Auricchio

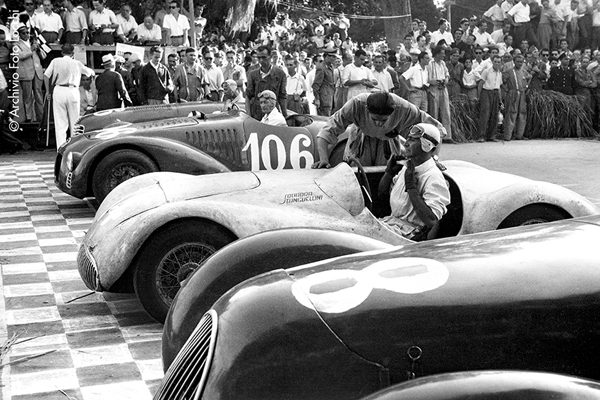
Stanguellini S1100 – höchstwahrscheinlich mit Auricchio am Steuer – beim Start zum Rennen in Florenz 1947

Vincenzo Auricchio (* 1. Mai 1916 in San Giuseppe Vesuviano; † 12. Juli 1970 in Lecco) war ein italienischer Automobil- und Motorbootrennfahrer sowie Industrieller.

## Werdegang
Vincenzo Auricchio entstammte der süditalienischen Unternehmerfamilie Auricchio, die das gleichnamige Molkereiunternehmen betrieb. Die Gennaro Auricchio S.p.A. stellt unter anderem bis heute den berühmten Käse Provolone her. Sie wurde in Neapel gegründet und zog in den 1930er-Jahren nach Cremona in Norditalien um. Vincenzo Auricchio, bei Neapel geboren, hatte zusammen mit seiner Frau seinen Lebensmittelpunkt nach dem Umzug der Firma ebenfalls in Cremona.
Auricchio begann seine Motorsportlaufbahn nach dem Zweiten Weltkrieg und trat in die Fußstapfen seines Onkels Gennaro Auricchio, der in den 1920er- und 1930er-Jahren u. a. auf Alfa-Romeo-Rennwagen aktiv war. Schnell bewies er sein Talent: 1947 nahm er auf einem Stanguellini S1100 an der Italienischen Sportwagen-Meisterschaft teil und errang dabei mehrere zweite Plätze sowie den Gesamtsieg beim Rennen Circuito di Pescara (vormals Coppa Acerbo). In Pescara setzte er sich dabei gegen stärkere Sportwagen wie den Ferrari 159 S von Franco Cortese und den Maserati von Felice Bonetto durch.
Bis Mitte der 1950er-Jahre startete Auricchio auf verschiedenen Fahrzeugen wie einem Maserati A6GCS, einem Cisitalia Abarth 204A, einem Ferrari 166 MM sowie einem Fiat 8V und nahm u. a. regelmäßig an der Mille Miglia teil. Seine beste Platzierung beim 1000-Meilen-Rennen von Brescia nach Rom und zurück erreichte er 1949 mit Rang vier auf einem Fiat 1100 S Berlinetta zusammen mit Piero Bozzini.
Ende 1957 beendete Vincenzo Auricchio seine Rennsportlaufbahn, nachdem Straßenrennen in Italien infolge der Tragödie von Guidizzolo während der Mille Miglia 1957, bei der der Fahrer Alfonso de Portago und sein Beifahrer Edmond Nelson sowie neun Zuschauer ums Leben kamen, verboten wurden.
Jahre später wandte sich Auricchio dem Motorbootsport zu und nahm für das Team Motonautica Cremonese an europäischen und italienischen Meisterschaften teil. Am 12. Juli 1970 verunglückte er während des Rennens L’Ora di Lecco, einem Lauf zur Motorboot-Europameisterschaft der auf dem östlichen Teil des Comer Sees stattfand, schwer. Die Wetterbedingungen an diesem Tag waren schwierig: es war düster, starker Wind herrschte und ein Regen zog auf. Beim Wenden an einer Boje etwa in der Mitte des Rennens verlor Auricchio die Kontrolle über sein Abbate-Boot, das in die Luft flog und sich überschlug. Der Pilot wurde ins Wasser geschleudert und nach der Bergung schwer verletzt ins Krankenhaus von Lecco gebracht, wo er etwa eine Stunde nach seiner Einlieferung schweren Kopf- und Beinverletzungen erlag.